# Jošavka Gornja
Jošavka Gornja je naseljeno mjesto u sastavu općine Čelinac, Republika Srpska, BiH.

## Stanovništvo
| Jošavka Gornja     |              |
| godina popisa      | 1991.        |
| Srbi               | 557 (98,93%) |
| Muslimani          | 0            |
| Hrvati             | 0            |
| Jugoslaveni        | 3 (0,53%)    |
| ostali i nepoznato | 3 (0,53%)    |
| ukupno             | 563          |

Jošavka Gornja kao samostalno naseljeno mjesto postoji od popisa 1991. godine. Do tada se nalazila u sastavu bivšeg naseljenog mjesta Jošavka.